# Асси
Асси́ (рос. Ассы, башк. Асы) — село у складі Бєлорєцького району Башкортостану, Росія. Адміністративний центр Ассинської сільської ради.
Населення — 818 осіб (2010; 621 в 2002).
Національний склад:
- башкири — 98%

## Галерея

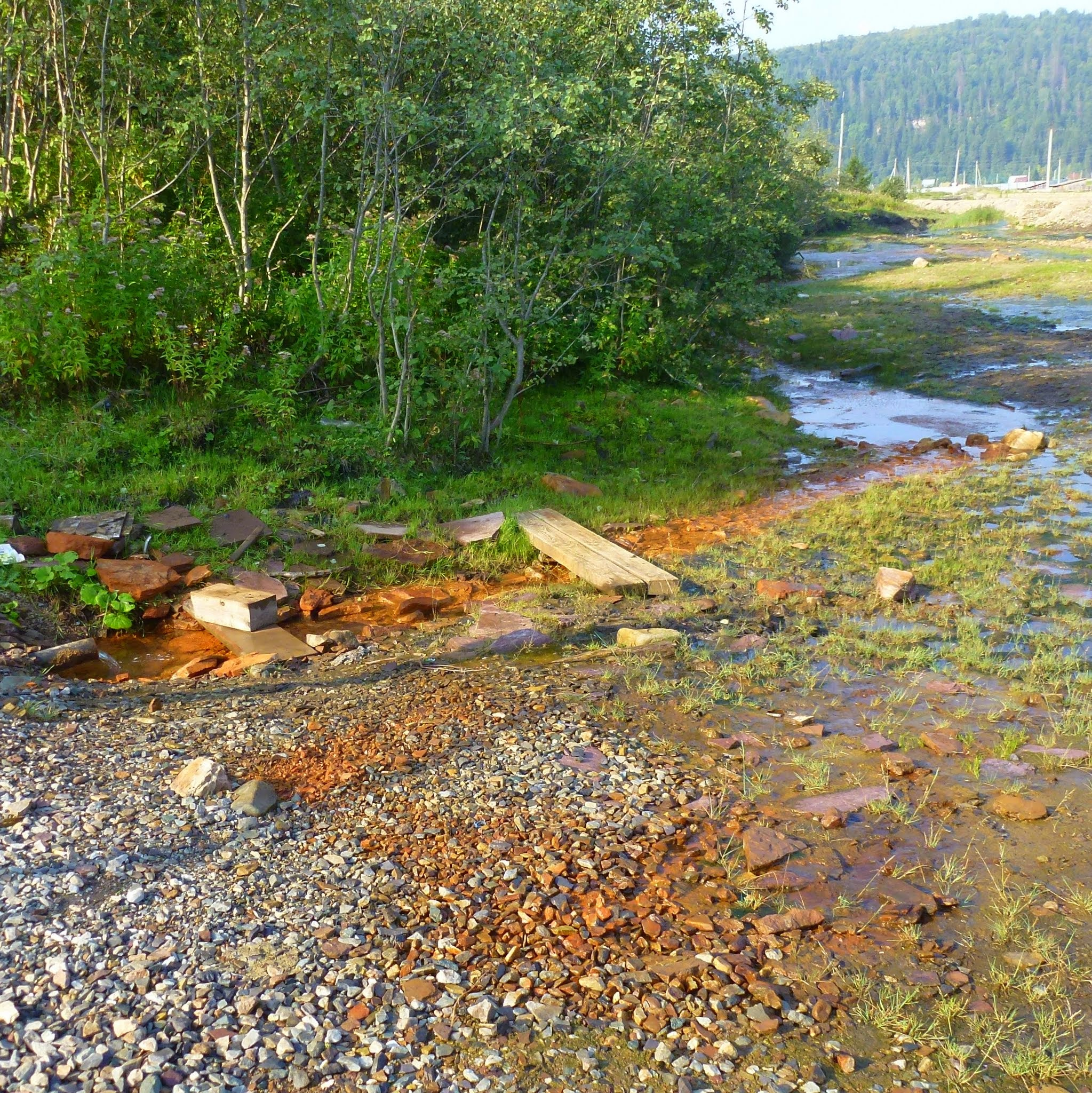
Мінеральне джерело
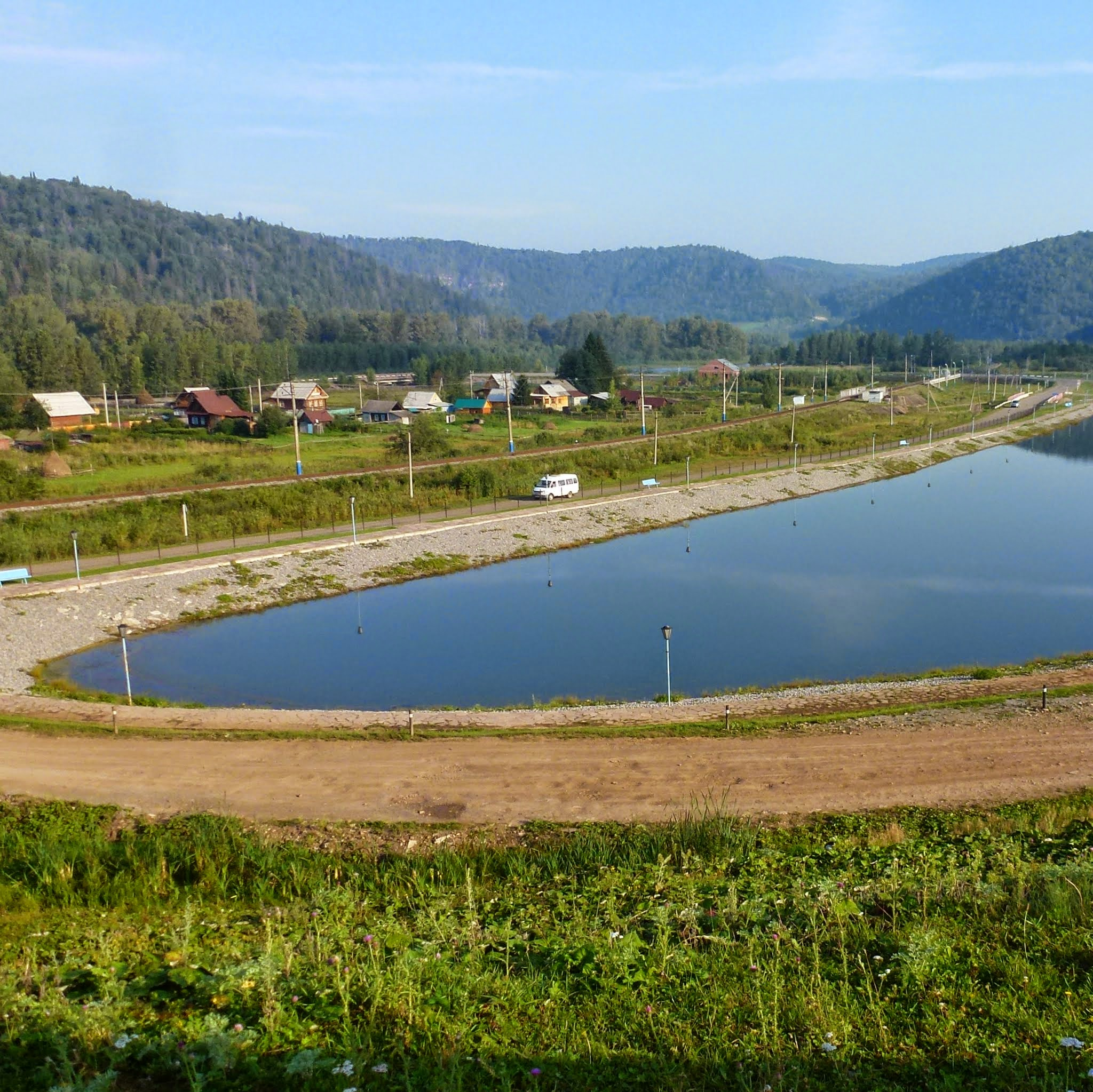
Санаторій «Асси»
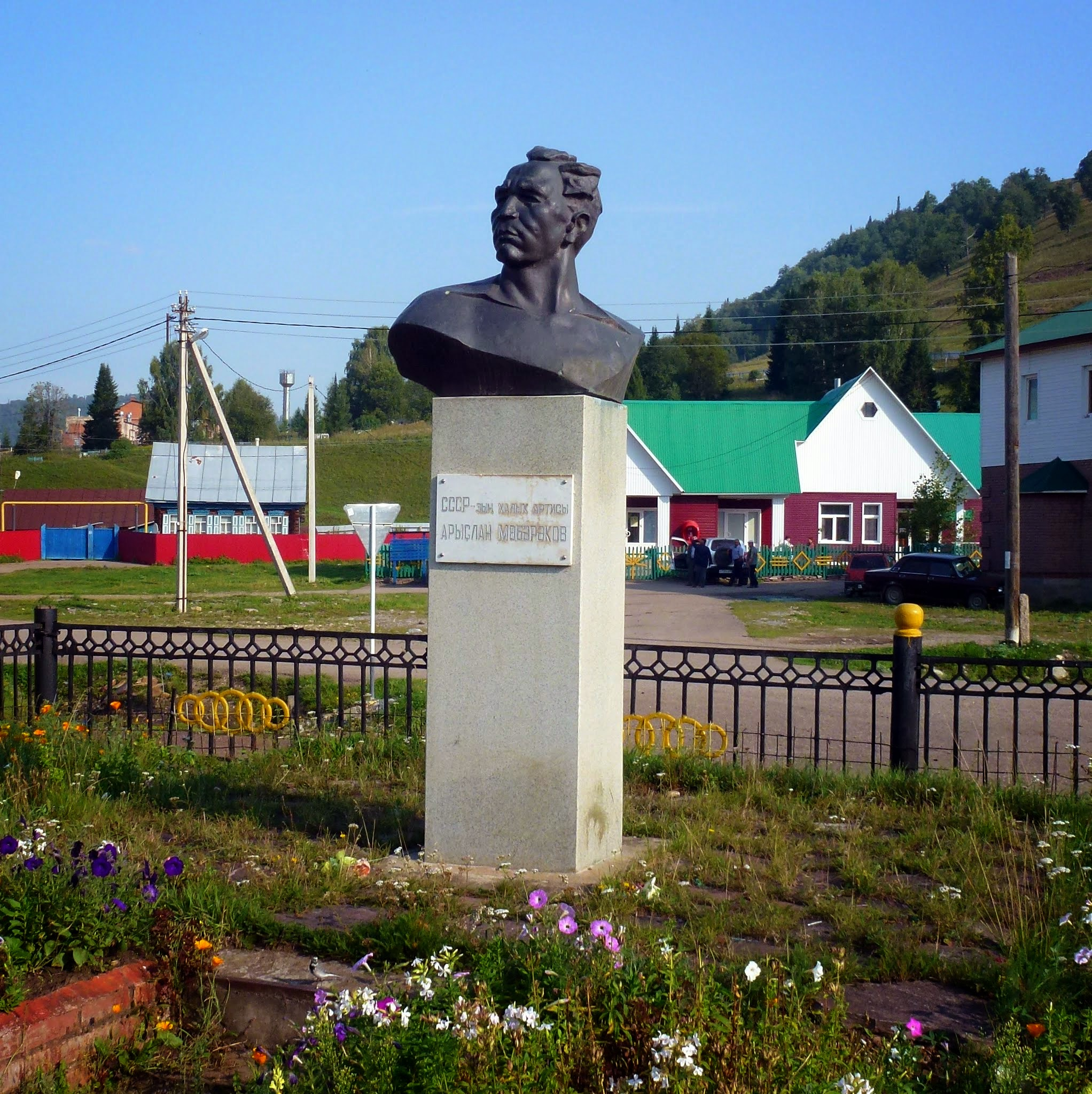
Пам'ятник актору та режисеру Арслану Мубарякову